# Вессо
Вессо́ (фр. Vesseaux, окс. Vessau) — коммуна во Франции, находится в регионе Рона — Альпы. Департамент коммуны — Ардеш. Входит в состав кантона Валь-ле-Бен. Округ коммуны — Ларжантьер.
Код INSEE коммуны — 07339.

## Население
Население коммуны на 2008 год составляло 1577 человек.
| 1962 | 1968 | 1975 | 1982 | 1990 | 1999 | 2008 |
| ---- | ---- | ---- | ---- | ---- | ---- | ---- |
| 723  | 734  | 762  | 839  | 1065 | 1276 | 1577 |

## Экономика
В 2007 году среди 969 человек в трудоспособном возрасте (15—64 лет) 714 были экономически активными, 255 — неактивными (показатель активности — 73,7 %, в 1999 году было 70,9 %). Из 714 активных работали 650 человек (344 мужчины и 306 женщин), безработных было 64 (26 мужчин и 38 женщин). Среди 255 неактивных 72 человека были учениками или студентами, 103 — пенсионерами, 80 были неактивными по другим причинам.

## Фотогалерея

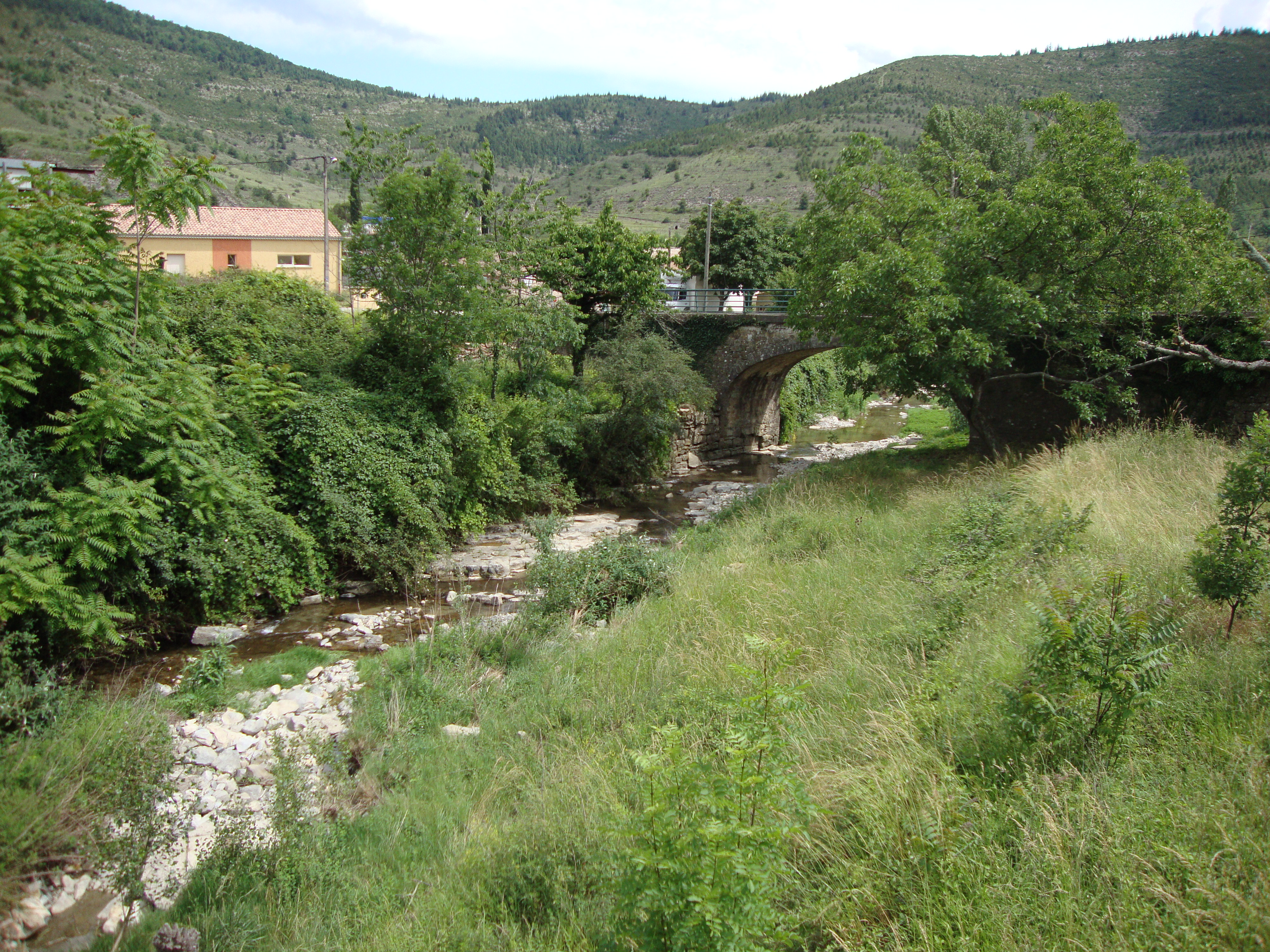
Вессо и мост через реку Люоль
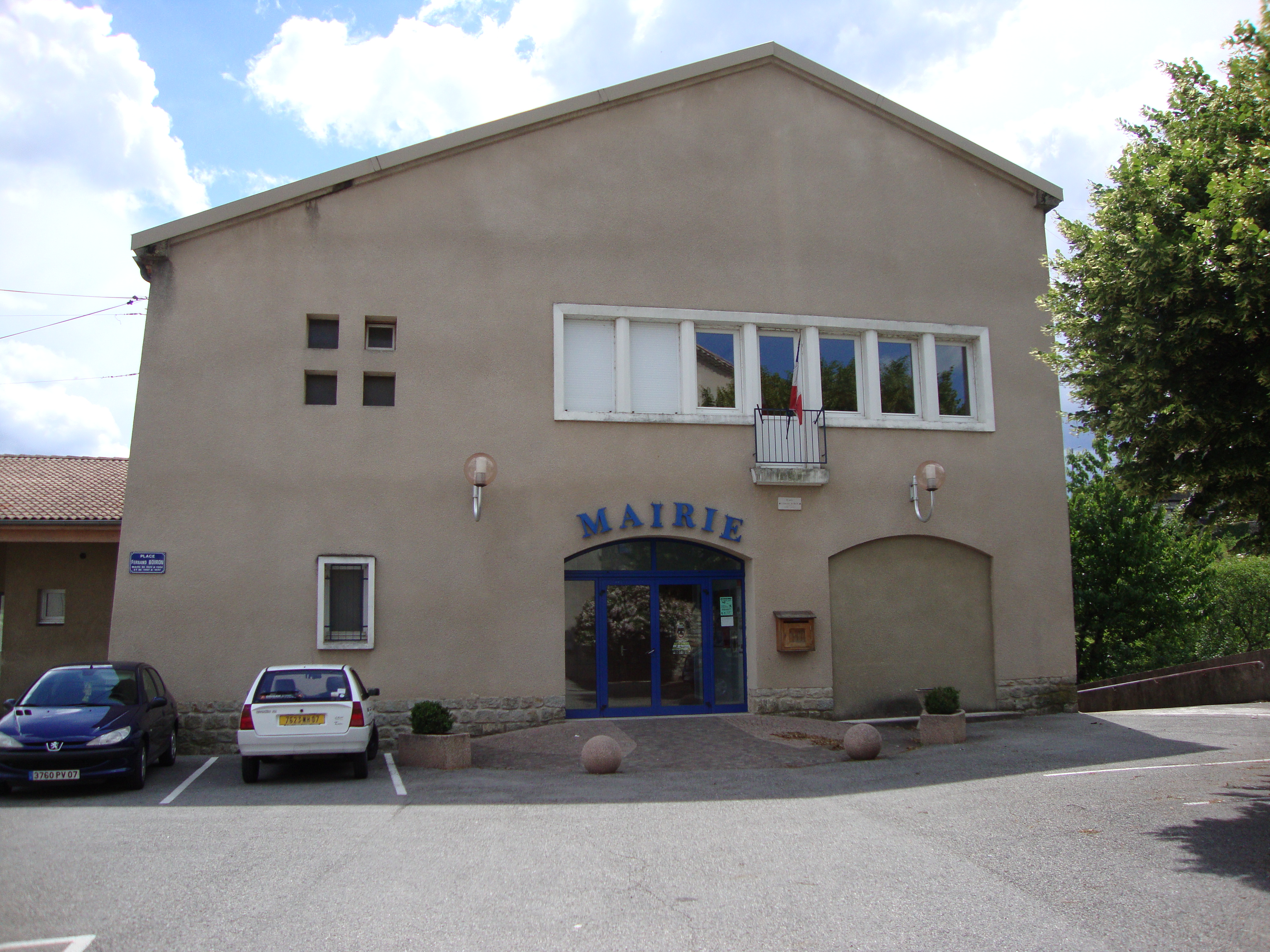
Мэрия
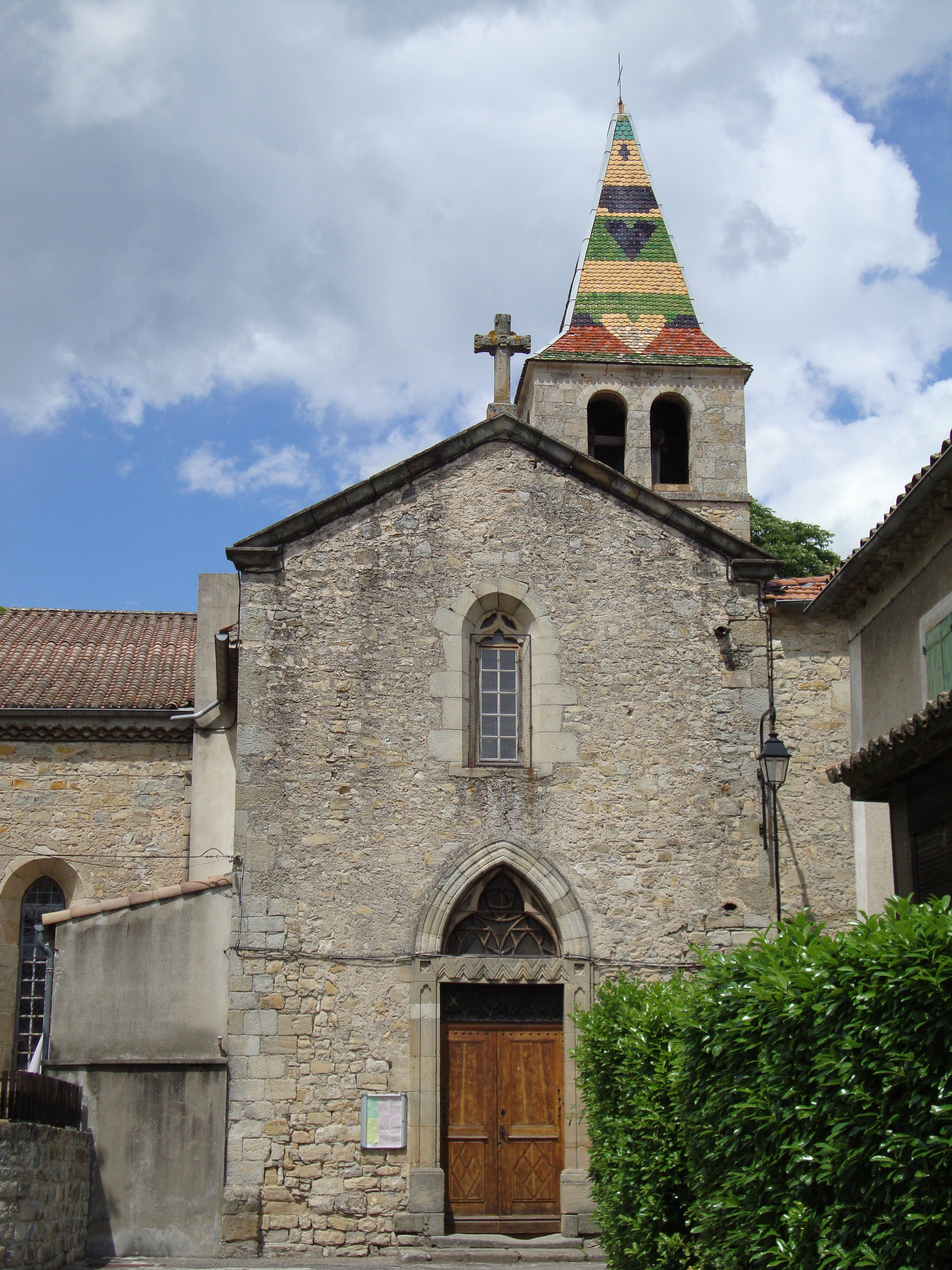
Церковь
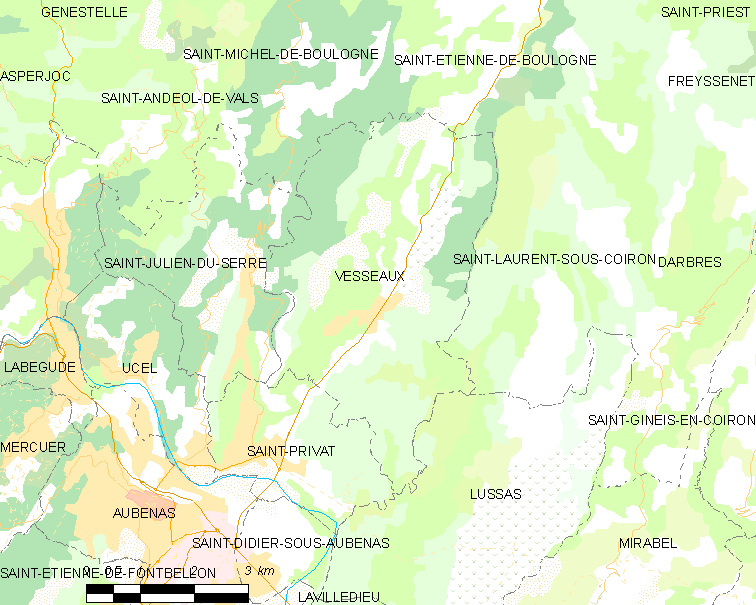
Карта коммуны